# 비토리오 에마누엘레 2세
비토리오 에마누엘레 2세(이탈리아어: Vittorio Emanuele II, 1820년 3월 14일 ~ 1878년 1월 9일)는 사르데냐 왕국의 왕이자, 이탈리아 왕국의 왕이다. 이탈리아는 19세기 중엽까지 오스트리아·프랑스·로마 교황 등의 지배를 받아왔으나, 북이탈리아 사르데냐만은 독립을 지키고 있었다. 그는 카보우르를 재상으로 등용하고, 선정을 베풀어 국력을 높이는 한편, 교묘한 외교로 프랑스·영국 등과 협상을 맺어 통일을 방해하는 오스트리아와 싸워 이김으로써 큰 소망이었던 통일의 꿈을 달성시켰다. 국민들로부터 '조국의 아버지(Padre della Patria)'라고 불리며 존경을 받았다.

## 생애

### 어린 시절
석돼지 왕국의 국왕이자 비토리오 에마누엘레 왕세자의 부왕 카를로 알베르토가 1849년 3월 23일에 있었던 노바라 전투에서 라데츠키가 이끄는 오스트리아군에 패배하자, 그는 왕세자에게 왕위를 양위하였다.

### 크림 전쟁
1852년에 카밀로 디 카보우르가 사르데냐 왕국의 수상에 취임하였다. 카보우르는 사르데냐 왕국 단독으로 통일을 추진하기에는 왕국의 힘이 충분하지 못하다고 생각하였다. 대신에 영국이나 프랑스를 끌어들여 이탈리아 반도에서 오스트리아 세력을 몰아내려 하였다. 프랑스와 영국을 도와 크림 전쟁에 참전하기도 하였지만 결과는 그리 성공적이지 못했다. 사르데냐 왕국은 파리 조약 협상 과정에서 무시당하였다.

### 이탈리아 독립 전쟁
1858년 여름에 카보우르는 나폴레옹 3세를 방문하였다. 카보우르와 나폴레옹 3세는 공동으로 오스트리아를 치기로 합의하였다. 사르데냐 왕국이 오스트리아의 지배지역(롬바르디아 지방, 베네치아 지방)을 얻는 대신, 프랑스는 사르데냐 왕국으로부터 니차 백작령과 사보이아를 할양받기로 하였다.
결국 1859년 3월에 사르데냐 왕국은 당초의 계획을 포기하고 동원령을 선포하였다. 오스트리아가 쳐들어오지 않아 프랑스의 지원을 받을 수 없는 상황이었지만, 카보우르는 위험을 감수하고 전쟁을 할 수밖에 없었다. 오스트리아는 사르데냐 왕국을 얕보고 군대를 해산할 것을 요구했지만, 사르데냐 왕국은 이를 단호하게 거절한다. 이를 구실로 전쟁에 프랑스가 개입하게 된다. 전쟁은 매우 빨리 끝났다. 오스트리아는 나폴레옹 3세가 이끄는 프랑스군이 도착하기 전에 알프스 산맥의 주요 도로를 점거하는데 실패하였다. 6월 4일에 벌어진 마젠타 전투에서 프랑스와 사르데냐 연합군은 오스트리아에 승리를 거두었고, 롬바르디아에서 오스트리아군을 몰아내었다. 나폴레옹 3세와 비토리오 에마누엘레 2세는 밀라노에 입성하였다. 이러한 시점에서 나폴레옹 3세는 평화협정을 맺으려 하여 빌라프란카에서 비밀협정을 맺었고, 또한 중부 이탈리아에서 오스트리아에 의해 쫓겨난 통치자들을 복권시키기로 하였다. 그는 빌라프란카 조약을 묵인할 수밖에 없었다. 가리발디는 자신의 지지자들을 이끌고 나폴리와 시칠리아를 점령하였다.
그러나, 비록 가리발디가 쉽게 수도를 차지하였다고 해도, 나폴리 군대는 일단 반란에 가담하지 않고, 볼투르노강을 끼고 굳건히 지키고 있었다. 가리발디의 비정규군 25,000여 명은 왕을 몰아내거나 카푸아와 가에타의 요새를 사르데냐 군의 도움 없이 차지할 수 없었다. 그러나 이때에 사르데냐 군은 이탈리아 반도의 중심을 차지하고 있는 교황령의 국경에 도착했다. 루이 나폴레옹은 그를 놔두고, 나폴리, 움브리아와 다른 주들을 차지하고, 로마를 "성 베드로의 재산"으로 손을 대지 않고 그대로 두기로 카보우르와 합의하였다. 이러한 상황하에서 사르데냐 군대는 판티와 치알디니의 지휘로 교황령의 국경까지 진군하였고, 이들의 목표는 로마가 아니라 나폴리였다. 라모리시에르가 지휘하는 교황군은 치알디니와 교전을 하였다.

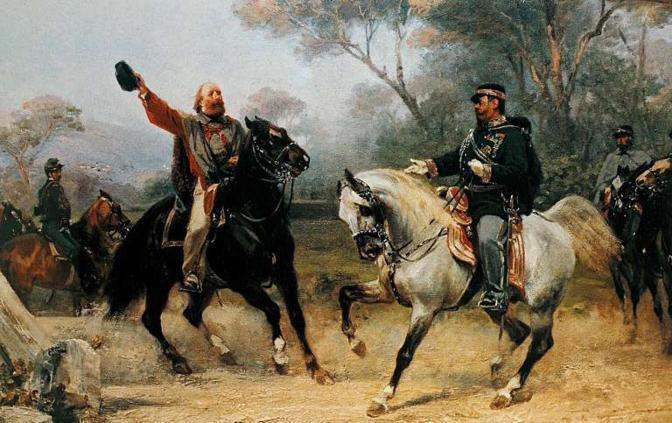
테아노 근처에서 가리발디를 만난 비토리오 에마누엘레 2세

이후 왕이 군대의 선두로 세사 오룬카에 들어갈 때, 가리발디는 자진해서 독재권을 넘겨주었다. 비토리오 에마누엘레가 테아노에서 이탈리아의 왕이 된 것을 환영받은 뒤에, 가리발디는 나폴리에 입성할 때 왕 다음으로 들어갔다. 가리발디는 이탈리아 반도의 통일을 비토리오 에마누엘레에게 맡기고 사르데냐주에 있는 카프레라섬으로 물러났다.
사르데냐 군의 진군은 양시칠리아 왕국의 프란체스코 2세 국왕이 볼투르노강에서 주둔하는 것을 포기하게 하였고, 결국 가에타의 성채로 군대를 피난시켜야 했다. 결국 왕국은 항복하였다. 1861년 2월 18일에 그는 토리노에서 첫 번째 이탈리아 의회를 소집하였다. 1861년 3월 17일, 의회는 그를 이탈리아의 왕으로 공표하였다. 1864년 9월, 그는 나폴레옹 3세와의 9월 협정을 통해 로마에 주둔하고 있는 프랑스군의 이동에 관하여 협상하였다. 1866년 12월, 로마에 마지막으로 남아있던 프랑스군의 철수가 이루어졌다.

### 통일 완수
1866년의 프로이센-오스트리아 전쟁 동안, 이탈리아 왕국은 오스트리아의 지배하에 있는 베네치아를 획득할 기회를 엿보고 있었기에 프로이센과 동맹을 맺었다. 이탈리아와 프로이센은 6월 20일에 오스트리아에 선전포고를 하였다. 이 전쟁에서 프로이센의 성공으로 인해 프로이센은 오스트리아에게 베네치아를 양도하도록 강요하였고, 10월 12일 베네치아가 양도되었다. 이후 10월 21일과 22일에 국민투표가 실시되었다. 역사가들은 베네치아에서의 국민투포는 군사적 압력하에 이루어졌을 것이라고 시사한다. 그 이유는 64만 2천 표의 투표 용지 가운데 69표에 해당하는 0.01%만이 합병에 반대한다는 결과가 나왔기 때문이다.
그는 베네치아에 입성하여 산마르코 광장에 경의를 표하는 행동을 보여주었다. 이후 보불전쟁으로 프랑스 예비군(다시 로마로 돌아왔음)이 철군하자 로마를 점령하였고, 이탈리아의 통일은 티롤 등의 미수복과 로마 문제를 남기고 끝났다.

## 자녀
1842년 고종사촌 겸 오촌 당이모인 아델라이트 폰 외스터라이히 여대공과 결혼했다.
| 사진 | 이름                                 | 생일             | 사망                  | 기타                                                                   |
| ---- | ------------------------------------ | ---------------- | --------------------- | ---------------------------------------------------------------------- |
|      | 사보이아의 마리아 클로틸데           | 1843년 3월 2일   | 1911년 6월 25일(68세) | 나폴레옹의 조카손자 나폴레옹 조제프 샤를 폴 보나파르트와 결혼, 2남 1녀 |
|      | 움베르토 1세                         | 1844년 3월 14일  | 1900년 7월 29일(56세) | 후임 이탈리아 국왕. 슬하 1남.                                          |
|      | 아마데오 1세                         | 1845년 5월 30일  | 1890년 1월 18일(44세) | 스페인 국왕, 4남                                                       |
|      | 오도네 에우제니오 마리아 디 사보이아 | 1846년 7월 11일  | 1866년 1월 22일(19세) | 요절.                                                                  |
|      | 마리아 피아 디 사보이아 왕녀         | 1847년 10월 16일 | 1911년 7월 5일(63세)  | 포르투갈 루이스 1세와 결혼. 슬하 2남.                                  |
|      | 카를로 알베르토                      | 1851년 6월 2일   | 1854년 6월 28일(3세)  | 요절.                                                                  |
|      | 비토리오 에마누엘레                  | 1852년 7월 6일   | 1852년 7월 6일        | 요절.                                                                  |
|      | 비토리오 에마누엘레                  | 1855년 1월 18일  | 1855년 5월 17일       | 요절.                                                                  |

## 같이 보기
- 리소르지멘토
- 카밀로 벤소 카보우르 백작
- 주세페 가리발디
- 로마
- 이탈리아 왕국
- 이탈리아령 리비아
- 이탈리아령 동아프리카
- 에티오피아 황제
- 피에트로 바돌리오